# EM Client
eM Client — це клієнт електронної пошти для персональних комп'ютерів з операційними системами Windows і macOS. Окрім роботи з електронною поштою, eM Client має функцію електронного календаря, дозволяє працювати з завданнями, контактами, нотатками, підтримує комунікатори на основі XMPP. Він був випущений у 2007 році та все ще отримує регулярні оновлення станом на жовтень 2023 року. Версії для Android та iOS були випущені для бета-тестування в лютому 2023 року.

## Особливості
eM Client має ряд функцій для роботи з електронною поштою, включаючи розширене керування правилами, масове розсилання пошти, відкладене надсилання, вбудований перекладач для вхідних і вихідних повідомлень. Він підтримує підписи, швидкий текст, а також теги та категоризацію для зручного пошуку. Доступні функції відстеження відповідей і відкладення електронної пошти, а також прямі хмарні вкладення з хмарних служб, таких як Dropbox, Google Drive, OneDrive, ownCloud або Nextcloud.
eM Client також надає службу пошуку відкритих ключів GnuPG (eM Keybook), для легшого надсилання зашифрованих повідомленнь електронною поштою та спрощення шифрування PGP у спілкуванні електронною поштою. 
eM Client підтримує всі основні платформи електронної пошти, включаючи Exchange, Gmail, Google Workspace, Office365, iCloud і будь-який сервер POP3, SMTP, IMAP або CalDAV. Автоматичне налаштування працює для Gmail, Exchange, Office 365, Outlook, iCloud та інших основних служб електронної пошти. Нещодавно для передачі даних із IncrediMail було додано опцію їх автоматичного імпорту. Починаючи з версії 8.2 eM Client підтримує онлайн-зустрічі через Zoom, Microsoft Teams і Google Meet).
eM Client дозволяє гнучко налаштовувати зовнішній вигляд.